# Laurent Creton
 (août 2022).
Laurent Creton, spécialiste de l'analyse stratégique et des processus d'innovation, est professeur à l'Université de Paris III Sorbonne Nouvelle où il enseigne l'économie du cinéma, de l'audiovisuel et des médias numériques.
Fondateur du GRECA, groupe de recherche se consacrant à l'étude des activités cinématographiques et audiovisuelles dans leurs dimensions économiques, sociales et institutionnelles, ses travaux portent sur les stratégies d'entreprise, la structuration des marchés et les politiques de régulation des industries culturelles.
Ses recherches se focalisent sur la filière cinématographique, la production, la distribution, les salles et les festivals, avec un intérêt particulier ces dernières années pour les nouveaux médias de l'image et du son, la composition des chaînes de valeur et le développement des plateformes numériques.
Membre de l'Institut de recherche sur le cinéma et l'audiovisuel (IRCAV), il en a été le directeur de 2003 à 2015, avant de devenir président du Conseil académique et vice-président de la Commission de la recherche de la Sorbonne Nouvelle, puis de participer en tant que responsable scientifique au lancement de la Cité des Écritures.
Membre fondateur du LabEx ICCA, Industries Culturelles et Création Artistique, directeur de la collection Cinéma et Audiovisuel chez CNRS Editions et de la revue Théorème aux Presses Sorbonne Nouvelle, il est chevalier dans l'ordre des Palmes académiques et dans l'ordre des Arts et des Lettres.

## Principaux ouvrages publiés
- Économie du cinéma. Perspectives stratégiques, (Nathan, 1994), Armand Colin, 2020
- Cinéma et marché, Armand Colin, 1997
- Cinéma et (in)dépendance. Une économie politique (dir.), Théorème, PSN, 1998[1]
- Le Cinéma et l'argent (dir.), Nathan, 2000
- Le Cinéma à l'épreuve du système télévisuel (dir.), CNRS Éditions, 2003
- Histoire économique du cinéma français. Production et financement. 1940-1959, CNRS Éditions, 2004[2]
- Arts du spectacle, métiers et industrielles : penser la généalogie, (dir. avec M. Palmer, J.-P. Sarrazac), PSN, 2005
- Villes cinématographiques : ciné-lieux (dir. avec K. Feigelson), Théorème, PSN, 2007
- L'économie du cinéma, en 50 fiches, (Nathan, 2003), coll. 128, Armand Colin, 2020
- Cinéma et stratégies : économie des interdépendances (dir.), Théorème, PSN, 2008
- Les producteurs : enjeux créatifs, enjeux financiers (dir. avec Y. Dehée, S. Layerle, C. Moine), Nouveau Monde, 2011
- Le cinéma en situation : expériences et usages du film (dir. avec L. Jullier, R. Moine), Théorème, PSN, 2012
- Les salles de cinéma : enjeux, défis et perspectives (dir. avec K. Kitsopanidou), Armand Colin, 2013
- Téléphone mobile et création (dir. avec L. Allard, R. Odin), Armand Colin, 2014
- Le Film français (1945-1958) : rôles, fonctions et identité d´une revue corporative (dir. avec K. Kitsopanidou, Th. Pillard), Théorème, PSN, 2015
- Ville et cinéma. Espaces de projection, espaces urbains (dir. avec I.Bessière, K. Kitsopanidou, R. Odin), Théorème, PSN, 2016
- Crowdfunding, industries culturelles et démarche participative. De nouveaux financements pour la création (dir. avec K. Kitsopanidou), Peter Lang, 2016
- Le Front populaire et le cinéma français (dir. avec M. Marie), Théorème, PSN, 2017
- Mobiles. Enjeux artistiques et esthétiques (dir. avec L. Allard, R. Odin), Théorème, PSN, 2018